# Jandir Ferrari
Jandir Carvalho Leite, conhecido como Jandir Ferrari (Presidente Prudente, 27 de julho de 1965), é um ator brasileiro.

## Carreira

### Televisão
| Ano  | Título                                | Personagem                                   | Notas                                      |
| ---- | ------------------------------------- | -------------------------------------------- | ------------------------------------------ |
| 2025 | Garota do Momento                     | Delegado Valdez                              | Episódios: "7–12 de março"                 |
| 2022 | O Coro: Sucesso, Aqui Vou Eu          | João Maciel                                  |                                            |
| 2022 | Família Paraíso                       | Dr. Evilásio/ Dr. Palhaço                    | Episódio: "O Geriatra"                     |
| 2021 | Gênesis                               | Azel                                         | Episódio: " 9 de junho"                    |
| 2019 | A Vida Secreta dos Casais             | Armando Venâncio                             |                                            |
| 2018 | Segundo Sol                           | Juiz Eurípides                               |                                            |
| 2018 | Procurando Casseta & Planeta          | Juarez                                       | Episódio: "O Verdadeiro Casseta & Planeta" |
| 2018 | Procurando Casseta & Planeta          | Juarez                                       | Episódio: "Sertanejo Sexagenário"          |
| 2017 | Apocalipse                            | Felipe Santero                               |                                            |
| 2017 | A Força do Querer                     | Amílcar                                      |                                            |
| 2017 | O Rico e Lázaro                       | Zedequias                                    |                                            |
| 2016 | Haja Coração                          | Marcos Azevedo (Marquinhos)                  |                                            |
| 2015 | Trair e Coçar é Só Começar            | Luca                                         | Episódio: Xiiii!                           |
| 2015 | Os Dez Mandamentos                    | Amir                                         |                                            |
| 2014 | Plano Alto                            | Casemiro                                     |                                            |
| 2013 | Louco por Elas                        | Jacarandá                                    |                                            |
| 2013 | Malhação: Intensa como a Vida         | Ronaldo Freire                               |                                            |
| 2011 | Aquele Beijo                          | Raul Matoso                                  |                                            |
| 2011 | Morde & Assopra                       | Dr. Juarez Rosa                              |                                            |
| 2010 | Dalva e Herivelto: uma Canção de Amor | David Nasser                                 |                                            |
| 2009 | Toma Lá, Dá Cá                        | Jânio Boquinha                               | Episódio: "O Asilo das Almas Aflitas"      |
| 2009 | Toma Lá, Dá Cá                        | Jânio Boquinha                               | Episódio: " O Asilo das Almas Aflitas II " |
| 2008 | Negócio da China                      | Alaor                                        |                                            |
| 2007 | Amigas & Rivais                       | Mocho dos Anjos / Jacarandá / Manoel Coimbra |                                            |
| 2006 | O Profeta                             | Delegado Régis Moreira                       |                                            |
| 2006 | Linha Direta                          | Murilo Bernardes Miguel                      | Episódio: "O Roubo da Taça Jules Rimet"    |
| 2006 | Malhação                              | Peçanha                                      |                                            |
| 2005 | A Diarista                            | Ator do Comercial                            | Episódio: " Aquele do Reality"             |
| 2005 | A Lua Me Disse                        | Flávio                                       |                                            |
| 2005 | Linha Direta                          | Coronel de Paula                             | Episódio:"A Bomba do Riocentro"            |
| 2004 | Linha Direta                          | Jorge de Souza Viana                         | Episódio: " O Naufrágio do Bateau Mouche"  |
| 2004 | Da Cor do Pecado                      | Carvalho                                     |                                            |
| 2003 | Canavial de Paixões                   | Fausto Santos                                |                                            |
| 2003 | A Casa das Sete Mulheres              | João Silvério                                |                                            |
| 2003 | Linha Direta                          | Leopoldo Heitor                              | Episódio: "Danna de Teffé"                 |
| 2002 | Sabor da Paixão                       | Agiota                                       | (participação especial)                    |
| 2001 | A Padroeira                           | Inocêncio (Capitão do Mato)                  |                                            |
| 2000 | Megatom                               | Vários personagens                           | [ 2 ]                                      |
| 1998 | Teleteatro                            |                                              |                                            |
| 1997 | Mandacaru                             | Dr. Edgar                                    |                                            |
| 1996 | Dona Anja                             | Comerlato                                    |                                            |
| 1996 | Colégio Brasil                        | Flávio                                       |                                            |
| 1996 | Caso Especial SBT                     |                                              | Episódio:" O Homem que adorava a Morte"    |
| 1995 | Sangue do Meu Sangue                  | Arthur                                       |                                            |
| 1994 | Éramos Seis                           | Carlos Abílio de Lemos                       |                                            |
| 1993 | A Justiça dos Homens                  | Tadeu                                        | Episódio:"O Valor da vida"                 |
| 1992 | Deus Nos Acuda                        | Gino Giovanni / Gina                         |                                            |
| 1991 | O Dono do Mundo                       | Valdomiro (Miro)                             |                                            |
| 1991 | Salomé                                | Augusto Cabral (Guto)                        | [ 3 ]                                      |
| 1990 | Rainha da Sucata                      | Gino Giovanni                                |                                            |
| 1988 | Grupo Escolacho                       | Julião                                       | Especial de fim de ano                     |
| 1987 | Mandala                               | Antônio Carrado (Toninho)                    |                                            |

### Cinema
| Ano  | Título                     | Personagem                          | Notas          |
| ---- | -------------------------- | ----------------------------------- | -------------- |
| 2020 | Mulher Oceano              | Daniel                              | [ 4 ]          |
| 2016 | Dolores                    | Virtuoso                            |                |
| 2016 | Os Dez Mandamentos         | Amir                                |                |
| 2015 | Os Suspeitos-Canal Mosaico | Milton                              | Curta-metragem |
| 2013 | O Astrônomo                | —                                   | Curta-metragem |
| 2005 | Opressão                   | Pedro                               | Curta-metragem |
| 2004 | Quase Dois Irmãos          | Chefe de Segurança                  | [ 5 ]          |
| 2002 | Nelson Gonçalves           | Francisco Alves                     | Documentário   |
| 2002 | Zico                       | Celso Garcia                        |                |
| 2001 | Bufo & Spallanzani         | Funcionário do Departamento Pessoal | [ 6 ]          |
| 1994 | O Efeito Ilha              | Paulo                               |                |
| 1993 | Alma Corsária              | Teodoro Xavier                      |                |

## Teatro
- 1983 - O Guarani
- 1987 - O Atneu
- 1988 - Os Três Mosqueteiros
- 1989 - O Ano da Revolução
- 1990 - Meu Reino por um Cavalo
- 1992 - Dindinho do Coração da Família
- 1995 - A Masmorra
- 1995 - A Esposa Perfeita
- 1999 - Brasil S/A
- 1999 - Bonifácio Bilhões
- 2002 - Elis - Estrela do Brasil
- 2004 - Quincas Borba
- 2003/08 - Adoráveis Sem Vergonhas
- 2009 - Modos de Macho
- 2011/12- Por Telefone
- 2013 - Aos Domingos
- 2014 - Edypop
- 2014/16 - Cássia Eller- O Musical
- 2017 - Cássia Eller- O Musical
- 2017 - Canalhas